# Shenandoah (Pensilvania)
Shenandoah es un borough ubicado en el condado de Schuylkill en el estado estadounidense de Pensilvania. En el año 2000 tenía una población de 5.624 habitantes y una densidad poblacional de 1,432.7 personas por km².

## Geografía
Shenandoah se encuentra ubicado en las coordenadas 40°49′11″N 76°12′10″O / 40.81972, -76.20278.

## Demografía
Según la Oficina del Censo en 2000 los ingresos medios por hogar en la localidad eran de $18,714 y los ingresos medios por familia eran $26,910. Los hombres tenían unos ingresos medios de $24,289 frente a los $19,783 para las mujeres. La renta per cápita para la localidad era de $12,562. Alrededor del 20.1% de la población estaba por debajo del umbral de pobreza.